# Tokyo Tatsumi International Swimming Centre

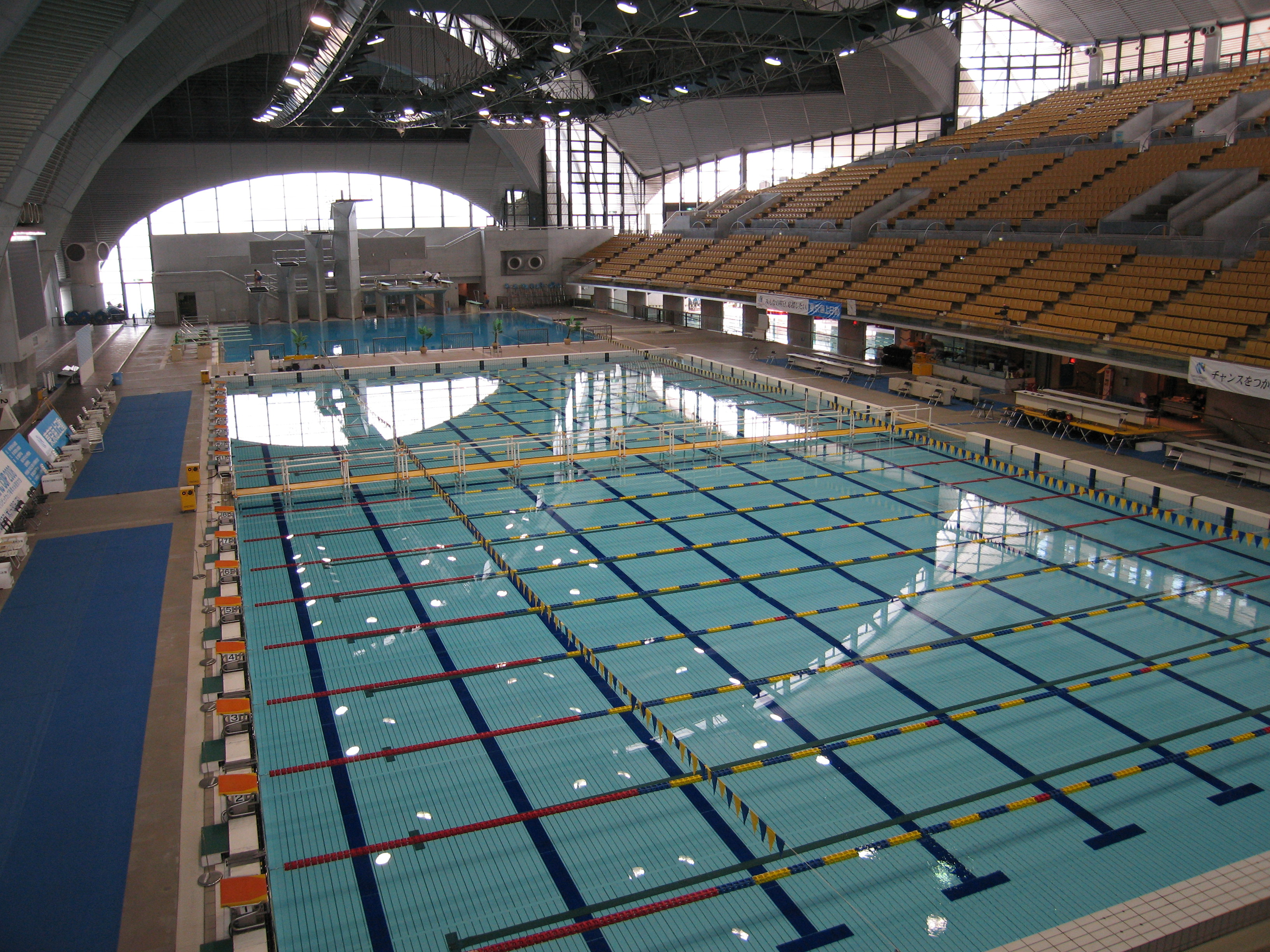

Tokyo Tatsumi International Swimming Centre (東京辰巳国際水泳場?, Tōkyō Tatsumi Kokusai Suieijō) è un impianto sportivo di nuoto situato a Kōto, Tokyo, Giappone. L'impianto ha ospitato diversi campionati giapponesi di nuoto. Nel 2021 ha ospitato i Giochi Olimpici.

## Storia
Il complesso di nuoto è stato progettato dall'Environment Design Institute, un'impresa di architettura di Tokyo. È stato sostanzialmente completato nel marzo 1993.